# 28e législature du Canada

La répartition initiale des sièges lors de la.

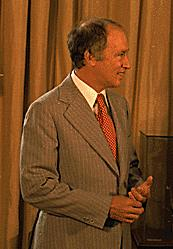
Pierre Elliott Trudeau est Premier ministre durant la.

La 28e législature du Canada est en session du 12 septembre 1968 au 1er septembre 1972. Sa composition est déterminée par les élections de 1968, tenues le 25 juin 1968, et légèrement modifiée par des démissions et des élections partielles survenues avant les élections de 1972.
Cette législature est contrôlée par une majorité parlementaire du Parti libéral et de son chef Pierre Elliott Trudeau. L'opposition officielle est dirigée par le Parti progressiste-conservateur de Robert Stanfield.
Le président de la Chambre est Lucien Lamoureux.
Voici les 4 sessions parlementaires de la 28e législature :
| Session | Début             | Fin                |
| ------- | ----------------- | ------------------ |
| 1re     | 12 septembre 1968 | 22 octobre 1969    |
| 2e      | 23 octobre 1969   | 7 octobre 1970     |
| 3e      | 8 octobre 1970    | 16 février 1972    |
| 4e      | 17 février 1972   | 1er septembre 1972 |

## Liste des députés

### Alberta
| Circonscription     | Circonscription | Nom                | Parti |
| ------------------- | --------------- | ------------------ | ----- |
| Athabasca           |                 | Paul Yewchuk       | PC    |
| Battle River        |                 | Cliff Downey       | PC    |
| Calgary-Centre      |                 | Douglas Harkness   | PC    |
| Calgary-Nord        |                 | Eldon Woolliams    | PC    |
| Calgary-Sud         |                 | Patrick Mahoney    | PLC   |
| Crowfoot            |                 | Jack Horner        | PC    |
| Edmonton-Centre     |                 | Steve Paproski     | PC    |
| Edmonton-Est        |                 | William Skoreyko   | PC    |
| Edmonton-Ouest      |                 | Marcel Lambert     | PC    |
| Edmonton—Strathcona |                 | Hu Harries         | PLC   |
| Lethbridge          |                 | Deane Gundlock     | PC    |
| Medicine Hat        |                 | Bud Olson          | PLC   |
| Palliser            |                 | Stanley Schumacher | PC    |
| Peace River         |                 | Ged Baldwin        | PC    |
| Pembina             |                 | Jack Bigg          | PC    |
| Red Deer            |                 | Robert N. Thompson | PC    |
| Rocky Mountain      |                 | Allen Sulatycky    | PLC   |
| Vegreville          |                 | Don Mazankowski    | PC    |
| Wetaskiwin          |                 | Harry Andrew Moore | PC    |

### Colombie-Britannique
| Circonscription           | Circonscription | Nom                                                         | Parti |
| ------------------------- | --------------- | ----------------------------------------------------------- | ----- |
| Burnaby—Richmond          |                 | Tom Goode                                                   | PLC   |
| Burnaby—Seymour           |                 | Ray Perrault                                                | PLC   |
| Capilano                  |                 | Jack Davis                                                  | PLC   |
| Coast Chilcotin           |                 | Paul Saint Pierre                                           | PLC   |
| Comox—Alberni             |                 | Richard Durante (élection annulée)                          | PLC   |
| Comox—Alberni             |                 | Thomas Speakman Barnett (élection partielle le 8 mars 1969) | NPD   |
| Esquimalt—Saanich         |                 | David Anderson                                              | PLC   |
| Fraser Valley East        |                 | Ervin Pringle                                               | PLC   |
| Fraser Valley-Ouest       |                 | Mark Rose                                                   | NPD   |
| Kamloops—Cariboo          |                 | Leonard Marchand                                            | PLC   |
| Kootenay-Ouest            |                 | Randolph Harding                                            | NPD   |
| Nanaimo—Cowichan—Les Îles |                 | Colin Cameron (décédé en fonction)                          | NPD   |
| Nanaimo—Cowichan—Les Îles |                 | Tommy Douglas (élection partielle le 10 février 1969)       | NPD   |
| New Westminster           |                 | Douglas Hogarth                                             | PLC   |
| Okanagan Boundary         |                 | Bruce Howard                                                | PLC   |
| Okanagan—Kootenay         |                 | William Douglas Stewart                                     | PLC   |
| Prince George—Peace River |                 | Robert Borrie                                               | PLC   |
| Skeena                    |                 | Frank Howard                                                | NPD   |
| Vancouver-Centre          |                 | Ron Basford                                                 | PLC   |
| Vancouver-Est             |                 | Harold Winch                                                | NPD   |
| Vancouver Kingsway        |                 | Grace MacInnis                                              | NPD   |
| Vancouver Quadra          |                 | Grant Deachman                                              | PLC   |
| Vancouver-Sud             |                 | Arthur Laing                                                | PLC   |
| Victoria                  |                 | David Groos                                                 | PLC   |

### Île-du-Prince-Édouard
| Circonscription | Circonscription | Nom                | Parti |
| --------------- | --------------- | ------------------ | ----- |
| Cardigan        |                 | Melvin McQuaid     | PC    |
| Egmont          |                 | David MacDonald    | PC    |
| Hillsborough    |                 | Heath MacQuarrie   | PC    |
| Malpeque        |                 | John Angus MacLean | PC    |

### Manitoba
| Circonscription      | Circonscription | Nom                                       | Parti |
| -------------------- | --------------- | ----------------------------------------- | ----- |
| Brandon—Souris       |                 | Walter Dinsdale                           | PC    |
| Churchill            |                 | Robert Simpson                            | PC    |
| Dauphin              |                 | William Gordon Ritchie                    | PC    |
| Lisgar               |                 | George Muir (décédé le 26 août 1970)      | PC    |
| Lisgar               |                 | Jack Murta (élection partielle en 1971)   | PC    |
| Marquette            |                 | Craig Stewart                             | PC    |
| Portage              |                 | Gerald Cobbe                              | PLC   |
| Provencher           |                 | Mark Smerchanski                          | PLC   |
| Selkirk              |                 | Edward Schreyer (démissionne)             | NPD   |
| Selkirk              |                 | Doug Rowland (élection partielle en 1969) | NPD   |
| Saint-Boniface       |                 | Joseph-Philippe Guay                      | PLC   |
| Winnipeg-Nord        |                 | David Orlikow                             | NPD   |
| Winnipeg-Nord-Centre |                 | Stanley Knowles                           | NPD   |
| Winnipeg-Sud         |                 | James Richardson                          | PC    |
| Winnipeg-Sud-Centre  |                 | Edmund Boyd Osler                         | PLC   |

### Nouveau-Brunswick
| Circonscription          | Circonscription | Nom                 | Parti |
| ------------------------ | --------------- | ------------------- | ----- |
| Carleton—Charlotte       |                 | Hugh Flemming       | PC    |
| Fundy—Royal              |                 | Robert Fairweather  | PC    |
| Gloucester               |                 | Herb Breau          | PLC   |
| Madawaska—Victoria       |                 | Eymard Corbin       | PLC   |
| Moncton                  |                 | Charlie Thomas      | PC    |
| Northumberland—Miramichi |                 | Percy Smith         | PLC   |
| Restigouche              |                 | Jean-Eudes Dubé     | PLC   |
| Saint-Jean—Lancaster     |                 | Thomas Miller Bell  | PC    |
| Westmorland—Kent         |                 | Guy Crossman        | PLC   |
| York—Sunbury             |                 | John Chester MacRae | PC    |

### Nouvelle-Écosse
| Circonscription             | Circonscription | Nom                                       | Parti |
| --------------------------- | --------------- | ----------------------------------------- | ----- |
| Annapolis Valley            |                 | Pat Nowlan                                | PC    |
| Cape Breton Highlands—Canso |                 | Allan MacEachen                           | PLC   |
| Cap-Breton—Richmond-Est     |                 | Donald MacInnis                           | PC    |
| Cap-Breton—The Sydneys      |                 | Robert Muir                               | PC    |
| Central Nova                |                 | Howard Russell Macewan (démissionne)      | PC    |
| Central Nova                |                 | Elmer MacKay (élection partielle en 1971) | PC    |
| Cumberland—Colchester-Nord  |                 | Robert Coates                             | PC    |
| Dartmouth—Halifax-Est       |                 | Michael Forrestall                        | PC    |
| Halifax                     |                 | Robert Stanfield                          | PC    |
| Halifax—East Hants          |                 | Robert Jardine McCleave                   | PC    |
| South Shore                 |                 | Lloyd Crouse                              | PC    |
| South Western Nova          |                 | Louis-Roland Comeau                       | PC    |

### Ontario
| Circonscription               | Circonscription | Nom                     | Parti                |
| ----------------------------- | --------------- | ----------------------- | -------------------- |
| Algoma                        |                 | Maurice Foster          | PLC                  |
| Brant                         |                 | James E. Brown          | PLC                  |
| Brant                         |                 | Derek Blackburn         | NPD                  |
| Broadview                     |                 | John Gilbert            | NPD                  |
| Bruce                         |                 | Ross Whicher            | PLC                  |
| Cochrane                      |                 | Ralph Stewart           | PLC                  |
| Davenport                     |                 | Charles Caccia          | PLC                  |
| Don Valley                    |                 | Bob Kaplan              | PLC                  |
| Eglinton                      |                 | Mitchell Sharp          | PLC                  |
| Elgin                         |                 | Harold Stafford         | PLC                  |
| Essex                         |                 | Eugene Whelan           | PLC                  |
| Etobicoke                     |                 | Alastair Gillespie      | PLC                  |
| Fort-William                  |                 | Hubert Badanai          | PLC                  |
| Frontenac—Lennox et Addington |                 | Almonte Alkenbrack      | PC                   |
| Glengarry—Prescott            |                 | Viateur Éthier          | PLC                  |
| Greenwood                     |                 | Andrew Brewin           | NPD                  |
| Grenville—Carleton            |                 | Duncan Blair            | PLC                  |
| Grey—Simcoe                   |                 | Percy Verner Noble      | PC                   |
| Halton—Wentworth              |                 | John B. Morison         | PLC                  |
| Hamilton-Est                  |                 | John Carr Munro         | PLC                  |
| Hamilton Mountain             |                 | Gordon J. Sullivan      | PLC                  |
| Hamilton-Ouest                |                 | Lincoln Alexander       | PC                   |
| Hamilton—Wentworth            |                 | Colin David Gibson      | PLC                  |
| Hastings                      |                 | Lee Grills              | PC                   |
| High Park                     |                 | Walter Deakon           | PLC                  |
| Huron                         |                 | Robert McKinley         | PC                   |
| Kenora—Rainy River            |                 | John Mercer Reid        | Libéral-travailliste |
| Kent—Essex                    |                 | Harold Danforth         | PC                   |
| Kingston et les Îles          |                 | Edgar Benson            | PLC                  |
| Kitchener                     |                 | Keith Hymmen            | PLC                  |
| Lakeshore                     |                 | Ken Robinson            | PLC                  |
| Lambton—Kent                  |                 | Mac McCutcheon          | PC                   |
| Lanark et Renfrew             |                 | Murray McBride          | PLC                  |
| Leeds                         |                 | Desmond Code            | PC                   |
| Lincoln                       |                 | H. Gordon Barrett       | PLC                  |
| London-Est                    |                 | Charles Turner          | PLC                  |
| London-Ouest                  |                 | Judd Buchanan           | PLC                  |
| Middlesex                     |                 | Jim Lind                | PLC                  |
| Niagara Falls                 |                 | Joe Greene              | PLC                  |
| Nickel Belt                   |                 | Gaetan Serré            | PLC                  |
| Nipissing                     |                 | Carl Legault            | PLC                  |
| Norfolk—Haldimand             |                 | William David Knowles   | PC                   |
| Northumberland—Durham         |                 | Russell Honey           | PLC                  |
| Ontario                       |                 | Norman Cafik            | PLC                  |
| Oshawa—Whitby                 |                 | Ed Broadbent            | NPD                  |
| Ottawa—Carleton               |                 | John Turner             | PLC                  |
| Ottawa-Centre                 |                 | George McIlraith        | PLC                  |
| Ottawa-Est                    |                 | Jean-Thomas Richard     | PLC                  |
| Ottawa-Ouest                  |                 | Cyril Lloyd Francis     | PLC                  |
| Oxford                        |                 | Wally Nesbitt           | PC                   |
| Parkdale                      |                 | Stanley Haidasz         | PLC                  |
| Parry Sound—Muskoka           |                 | Gordon Aiken            | PC                   |
| Peel—Dufferin—Simcoe          |                 | Bruce Beer              | PLC                  |
| Peel-Sud                      |                 | Hyliard Chappel         | PC                   |
| Perth                         |                 | Jay Monteith            | PC                   |
| Peterborough                  |                 | Hugh Faulkner           | PLC                  |
| Port Arthur                   |                 | Robert Andras           | PLC                  |
| Prince Edward—Hastings        |                 | George Hees             | PC                   |
| Renfrew-Nord                  |                 | Len Hopkins             | PLC                  |
| Rosedale                      |                 | Donald Stovel Macdonald | PLC                  |
| Sarnia                        |                 | Bud Cullen              | PLC                  |
| Sault Ste. Marie              |                 | Terrence Murphy         | PLC                  |
| Scarborough-Est               |                 | Martin O'Connell        | PLC                  |
| Scarborough-Ouest             |                 | David Weatherhead       | PLC                  |
| Simcoe-Nord                   |                 | Philip Rynard           | PC                   |
| Spadina                       |                 | Perry Ryan              | PLC                  |
| St. Catharines                |                 | James McNulty           | PLC                  |
| St. Paul's                    |                 | Ian Wahn                | PLC                  |
| Stormont—Dundas               |                 | Lucien Lamoureux        | Indépendant          |
| Sudbury                       |                 | James Jerome            | PLC                  |
| Thunder Bay                   |                 | Keith Penner            | PLC                  |
| Timiskaming                   |                 | Arnold Peters           | NPD                  |
| Timmins                       |                 | Jean Roy                | PLC                  |
| Trinity                       |                 | Paul Hellyer            | PLC                  |
| Victoria—Haliburton           |                 | William Scott           | PC                   |
| Waterloo                      |                 | Max Saltsman            | NPD                  |
| Welland                       |                 | Donald Tolmie           | PLC                  |
| Wellington                    |                 | Alfred Hales            | PC                   |
| Wellington—Grey               |                 | Marvin Howe             | PC                   |
| Windsor-Ouest                 |                 | Herb Gray               | PLC                  |
| Windsor—Walkerville           |                 | Mark MacGuigan          | PLC                  |
| York-Centre                   |                 | James E. Walker         | PLC                  |
| York-Est                      |                 | Steven Otto             | PLC                  |
| York-Nord                     |                 | Barney Danson           | PLC                  |
| York-Ouest                    |                 | Philip Givens           | PLC                  |
| York—Scarborough              |                 | Robert Stanbury         | PLC                  |
| York—Simcoe                   |                 | John Roberts            | PC                   |
| York-Sud                      |                 | David Lewis             | NPD                  |

### Québec
| Circonscription         | Circonscription | Nom                                                 | Parti |
| ----------------------- | --------------- | --------------------------------------------------- | ----- |
| Abitibi                 |                 | Gérard Laprise                                      | RC    |
| Ahuntsic                |                 | Jean-Léo Rochon                                     | PLC   |
| Argenteuil              |                 | Robert-Benoît Major                                 | PLC   |
| Beauce                  |                 | Romuald Rodrigue                                    | RC    |
| Beauharnois             |                 | Gérald Laniel                                       | PLC   |
| Bellechasse             |                 | Adrien Lambert                                      | RC    |
| Berthier                |                 | Antonio Yanakis                                     | PLC   |
| Bonaventure             |                 | Albert Béchard                                      | PLC   |
| Bourassa                |                 | Jacques Trudel                                      | PLC   |
| Chambly                 |                 | Bernard Pilon (décédé le 17 novembre 1970)          | PLC   |
| Chambly                 |                 | Yvon L'Heureux (élection partielle en 1971)         | PLC   |
| Champlain               |                 | René Matte                                          | RC    |
| Charlevoix              |                 | Martial Asselin                                     | PC    |
| Chicoutimi              |                 | Paul Langlois                                       | PLC   |
| Compton                 |                 | Henry Latulippe                                     | RC    |
| Dollard                 |                 | Jean-Pierre Goyer                                   | PLC   |
| Drummond                |                 | Jean-Luc Pépin                                      | PLC   |
| Duvernay                |                 | Eric Kierans                                        | PLC   |
| Frontenac               |                 | Bernard Dumont (démissionne)                        | RC    |
| Frontenac               |                 | Léopold Corriveau (élection partielle en 1970)      | PLC   |
| Gamelin                 |                 | Arthur Portelance                                   | PLC   |
| Gaspé                   |                 | Alexandre Cyr                                       | PLC   |
| Gatineau                |                 | Gaston Clermont                                     | PLC   |
| Hochelaga               |                 | Gérard Pelletier                                    | PLC   |
| Hull                    |                 | Joseph Isabelle                                     | PLC   |
| Joliette                |                 | Roch La Salle                                       | PC    |
| Kamouraska              |                 | Charles-Eugène Dionne                               | RC    |
| Labelle                 |                 | Léo Cadieux (nommé ambassadeur de France)           | PLC   |
| Labelle                 |                 | Maurice Dupras (élection partielle en 1970)         | PLC   |
| Lapointe                |                 | Gilles Marceau                                      | PLC   |
| La Prairie              |                 | Ian Watson                                          | PLC   |
| Lac-Saint-Jean          |                 | Marcel Lessard                                      | PLC   |
| Lachine—Lac-Saint-Louis |                 | Raymond Rock                                        | PLC   |
| Lafontaine              |                 | Georges-C. Lachance                                 | PLC   |
| Langelier               |                 | Jean Marchand                                       | PLC   |
| Lasalle                 |                 | Hilarion-Pit Lessard                                | PLC   |
| Laurier                 |                 | Fernand-E. Leblanc                                  | PLC   |
| Laval                   |                 | Marcel-Claude Roy                                   | PLC   |
| Lévis                   |                 | Raynald Guay                                        | PLC   |
| Longueuil               |                 | Jean-Pierre Côté                                    | PLC   |
| Lotbinière              |                 | André-Gilles Fortin                                 | RC    |
| Louis-Hébert            |                 | Jean-Charles Cantin                                 | PLC   |
| Maisonneuve             |                 | J. Antonio Thomas                                   | PLC   |
| Manicouagan             |                 | Gustave Blouin                                      | PLC   |
| Matane                  |                 | Pierre de Bané                                      | PLC   |
| Mercier                 |                 | Prosper Boulanger                                   | PLC   |
| Missisquoi              |                 | Yves Forest                                         | PLC   |
| Charlesbourg            |                 | Ovide Laflamme                                      | PLC   |
| Mont-Royal              |                 | Pierre Trudeau                                      | PLC   |
| Notre-Dame-de-Grâce     |                 | Warren Allmand                                      | PLC   |
| Outremont               |                 | Aurélien Noël                                       | PLC   |
| Papineau                |                 | André Ouellet                                       | PLC   |
| Pontiac                 |                 | Thomas Lefebvre                                     | PLC   |
| Portneuf                |                 | Roland Godin                                        | RC    |
| Québec-Est              |                 | Gérard Duquet                                       | PLC   |
| Richelieu               |                 | Florian Côté                                        | PLC   |
| Richmond                |                 | Léonel Beaudoin                                     | RC    |
| Rimouski                |                 | Louis Guy Leblanc                                   | PLC   |
| Roberval                |                 | Charles-Arthur Gauthier                             | RC    |
| Saint-Denis             |                 | Marcel Prud'homme                                   | PLC   |
| Saint-Henri             |                 | Gérard Loiselle                                     | PLC   |
| Saint-Hyacinthe         |                 | Théogène Ricard                                     | PC    |
| Saint-Jacques           |                 | Jacques Guilbault                                   | PLC   |
| Saint-Jean              |                 | Walter Bernard Smith                                | PLC   |
| Saint-Maurice           |                 | Jean Chrétien                                       | PLC   |
| Saint-Michel            |                 | Victor Forget                                       | PLC   |
| Sainte-Marie            |                 | Georges Valade                                      | PLC   |
| Shefford                |                 | Gilbert Rondeau                                     | RC    |
| Sherbrooke              |                 | Paul Mullins Gervais                                | PLC   |
| Témiscamingue           |                 | Réal Caouette                                       | RC    |
| Témiscouata             |                 | Rosaire Gendron                                     | PLC   |
| Terrebonne              |                 | Joseph-Roland Comtois                               | PLC   |
| Trois-Rivières          |                 | Joseph-Alfred Mongrain (décédé le 23 décembre 1970) | PLC   |
| Trois-Rivières          |                 | Claude G. Lajoie (élection partielle en 1971)       | PLC   |
| Vaudreuil               |                 | René Émard                                          | PLC   |
| Verdun                  |                 | Bryce Mackasey                                      | PLC   |
| Villeneuve              |                 | Oza Tétrault                                        | RC    |
| Westmount               |                 | Charles Mills Drury                                 | PLC   |

### Saskatchewan
| Circonscription           | Circonscription | Nom                                      | Parti |
| ------------------------- | --------------- | ---------------------------------------- | ----- |
| Assiniboia                |                 | A.B. Douglas (décédé en fonction)        | PLC   |
| Assiniboia                |                 | Bill Knight (élection partielle en 1971) | NPD   |
| Battleford—Kindersley     |                 | Rod Thomson                              | NPD   |
| Mackenzie                 |                 | Stanley Korchinski                       | PC    |
| Meadow Lake               |                 | Bert Cadieu                              | PC    |
| Moose Jaw                 |                 | John Skoberg                             | NPD   |
| Prince Albert             |                 | John Diefenbaker                         | PC    |
| Qu'Appelle—Moose Mountain |                 | Richard Southam                          | PC    |
| Regina-Est                |                 | John Burton                              | NPD   |
| Regina—Lake Centre        |                 | Les Benjamin                             | NPD   |
| Saskatoon—Biggar          |                 | Alfred Gleave                            | NPD   |
| Saskatoon—Humboldt        |                 | Otto Lang                                | PLC   |
| Swift Current—Maple Creek |                 | Jack McIntosh                            | PC    |
| Yorkton—Melville          |                 | Lorne Nystrom                            | NPD   |

### Terre-Neuve
| Circonscription                | Circonscription | Nom             | Parti |
| ------------------------------ | --------------- | --------------- | ----- |
| Bonavista—Trinity—Conception   |                 | Frank Moores    | PC    |
| Burin—Burgeo                   |                 | Donald Jamieson | PLC   |
| Gander—Twillingate             |                 | John Lundrigan  | PC    |
| Grand Falls—White Bay—Labrador |                 | Ambrose Peddle  | PC    |
| Humber—St. George's—St. Barbe  |                 | Jack Marshall   | PC    |
| St. John's-Est                 |                 | James McGrath   | PC    |
| St. John's-Ouest               |                 | Walter Carter   | PC    |

### Territoires du Nord-Ouest
| Circonscription           | Circonscription | Nom           | Parti |
| ------------------------- | --------------- | ------------- | ----- |
| Territoires du Nord-Ouest |                 | Robert Orange | PLC   |

### Yukon
| Circonscription | Circonscription | Nom          | Parti |
| --------------- | --------------- | ------------ | ----- |
| Yukon           |                 | Erik Nielsen | PC    |

## Sources
- Site web du Parlement du Canada

- (en) Cet article est partiellement ou en totalité issu de l’article de Wikipédia en anglais intitulé « 28th Canadian Parliament » (voir la liste des auteurs).